# Todi becfí
El todi becfí (Todus angustirostris) és una espècie d'ocell de la família dels tòdids (Todidae) que habita zones de malesa i arbusts de les muntanyes de la Hispaniola.